# Rappenalptal

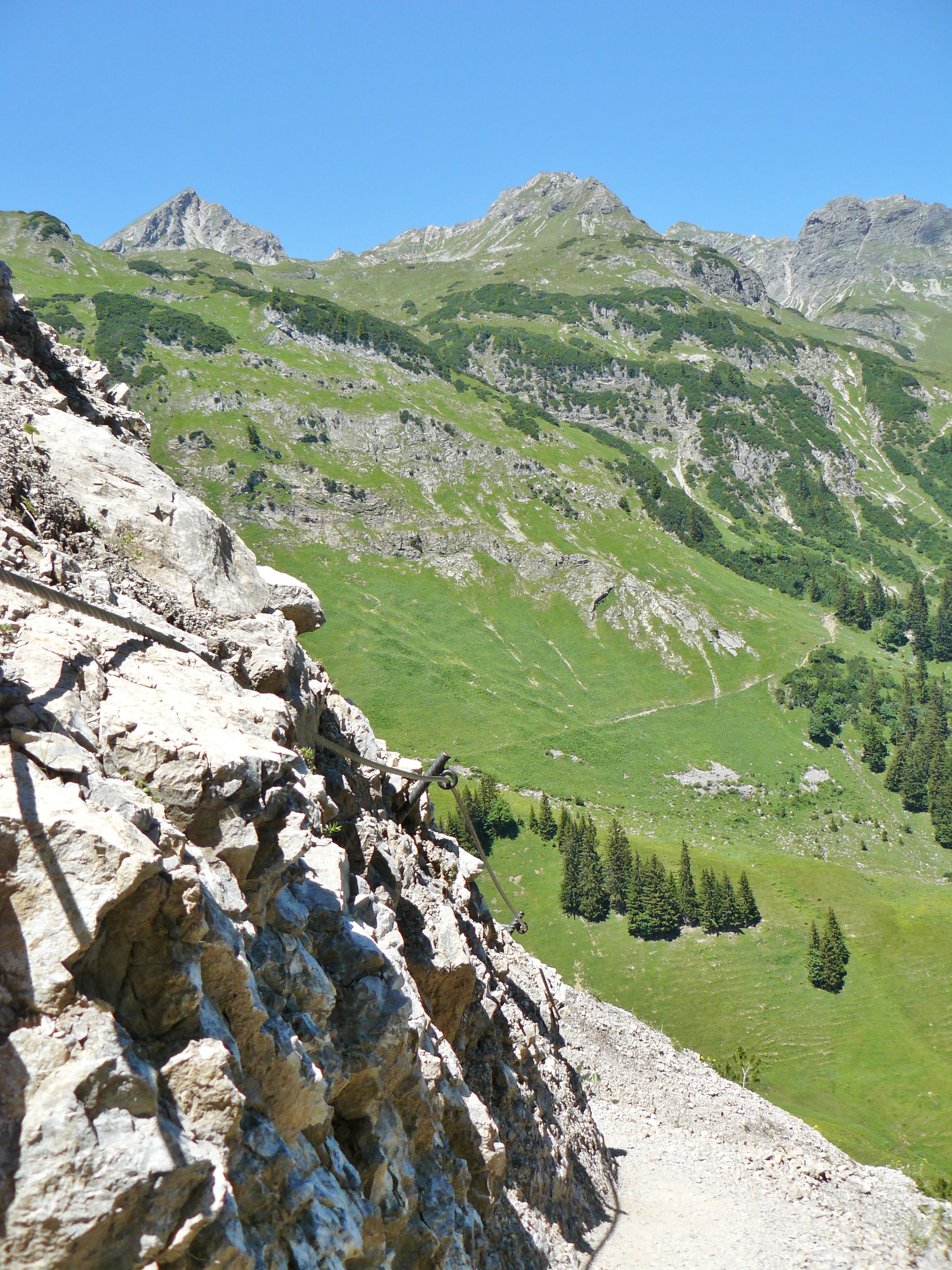
Der Talschluss des Rappenalptales vom Schrofenpass aus gesehen, dessen Wegverlauf weitgehend mit Stahlseilen gesichert ist

Das Rappenalptal (auch: Rappenalpental) ist ein südwestliches Seitental des Stillachtales (auch Birgsautal genannt) bei Oberstdorf im Allgäu und stellt das südlichste Tal Deutschlands dar. Am Taleingang liegt Einödsbach, der südlichste Ort Deutschlands, wo das Rappenalptal seine Fortsetzung im Stillachtal findet. Das Tal liegt im Naturschutzgebiet Allgäuer Hochalpen sowie in einem Vogelschutzgebiet.
Mittelpunkt des Tales ist die in diesem Abschnitt als Rappenalpenbach bezeichnete Stillach, die am südwestlich gelegenen Talschluss nahe des Haldenwanger Ecks als Haldenwanger Bach entspringt.
Die das Tal orographisch rechts einrahmenden Berggipfel markieren gleichzeitig die Staatsgrenze zu Österreich; markant dabei der Biberkopf.
Das Tal kann über eine Straße, die von Oberstdorf über das Birgsautal nach Birgsau führt, erreicht werden. Ab der Talstation der Fellhornbahn ist sie jedoch für den öffentlichen Verkehr gesperrt.
Beliebte Wanderziele sind Fiderepasshütte, Mindelheimer Hütte, Enzianhütte und Rappenseehütte.
Über den Schrofenpass ist das Tal ein beliebter Ausgangspunkt der Mountainbiker für die Transalp (Heckmair-Route, Joe-Route).

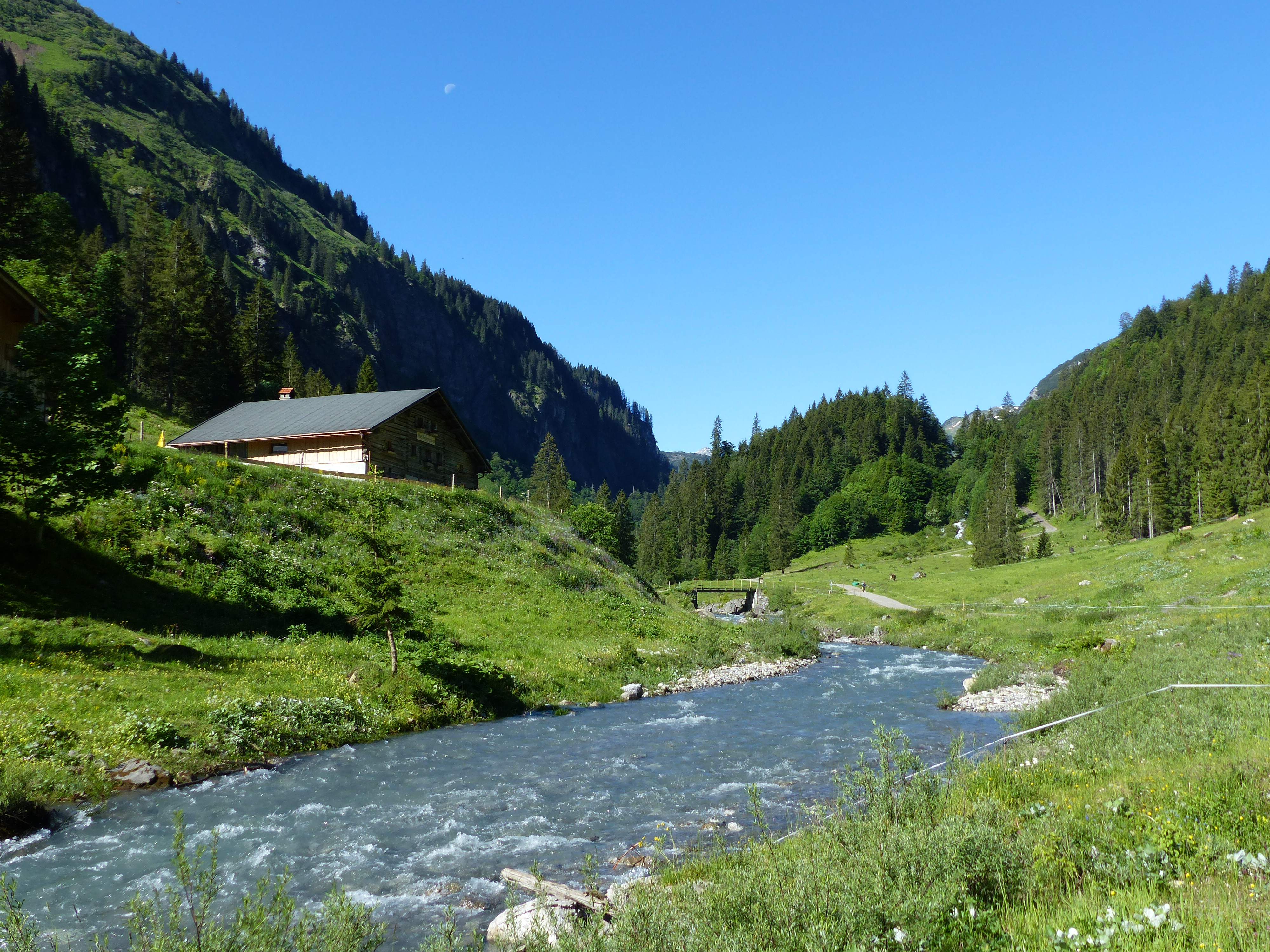
Breitengehrenalpe mit Rappenalpenbach.

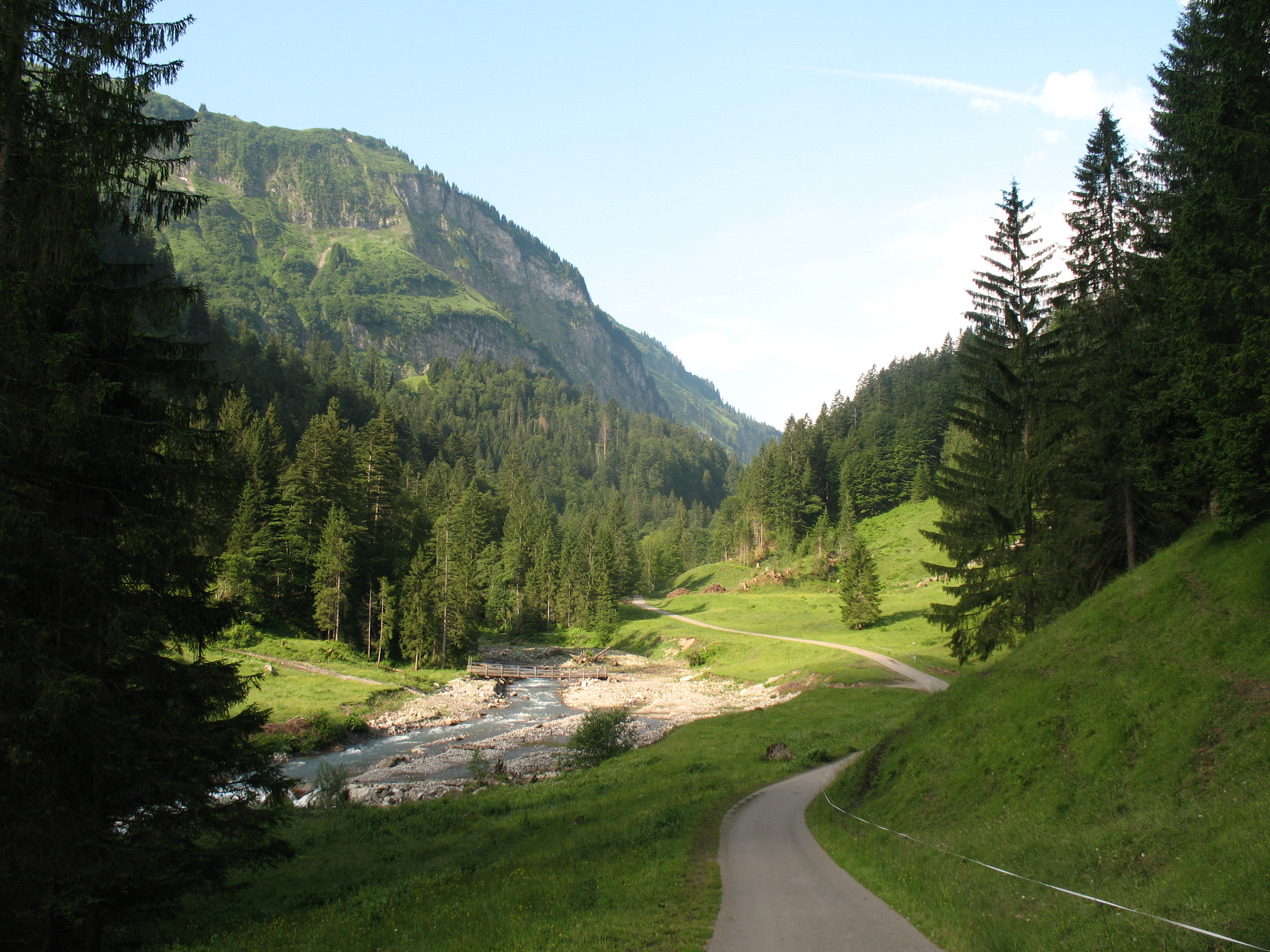
Rappenalpenbach nahe der Buchenrainalpe (1127 m), im Hintergrund das Känzele (1774 m).

Im Herbst 2022 wurde der Rappenalpenbach durch die anliegende Alpgenossenschaft Rappenalpe auf einer Länge von 1,6 Kilometer mit Baggern begradigt und ausgehoben. Rosi Steinberger (Grüne), die Vorsitzende des Umweltausschusses im Bayerischen Landtag, sprach von „einem der schlimmsten Eingriffe in geschützte Gebiete in Bayern“. Die Polizei ermittelte im November 2022 zunächst nur gegen einen Verantwortlichen der Alpgenossenschaft. Laut Landratsamt waren punktuelle Maßnahmen zum Beseitigen von Hochwasserschäden genehmigt worden. Nach einem Hinweis auf die Arbeiten wurde Anfang Oktober von der zuständigen Behörde ein Baustopp verhängt, der jedoch von der Genossenschaft missachtet wurde. Bei einer Begehung wurde zudem eine nicht genehmigte Baustelle für einen Hubschrauberlandeplatz entdeckt. Im Januar 2023 kritisierte der Bayerische Verwaltungsgerichtshof das Landratsamt und warf ihm schwerwiegende Versäumnisse vor, da die Kreisbehörde „aller Voraussicht nach rechtswidrig“ einen Bescheid gegen eine Alpgenossenschaft erlassen habe. Der Ausbau des Alpenbachs sei zwar formell illegal gewesen, da keine Genehmigung für einen Gewässerausbau vorlag, doch habe die Genossenschaft durch eine E-Mail der Naturschutzbehörde annehmen können, dass sie diese Maßnahmen durchführen durfte. Der bayerische Umweltminister Thorsten Glauber (Freie Wähler) beauftragte die Bezirksregierung von Schwaben, die Schäden an dem Naturschutzgebiet zu dokumentieren und ein Sanierungskonzept zu entwickeln.
Im Juli 2023 einigten sich die Streitparteien, die Alpgenossenschaft Rappenalpe und der Freistaat Bayern, auf einen Vergleich und planen gemeinsam die Renaturierung. Diese wurde im Oktober 2023 laut dem Landratsamt Oberallgäu ordnungsgemäß abgeschlossen. Die Renaturierungsmaßnahme umfasste eine Abtragung der aufgeschütteten Dämme sowie das Einbringen von Totholz, um den Wildbach wieder in einen naturnahen Zustand zurückzuversetzen.